# Wiktor Brodzki

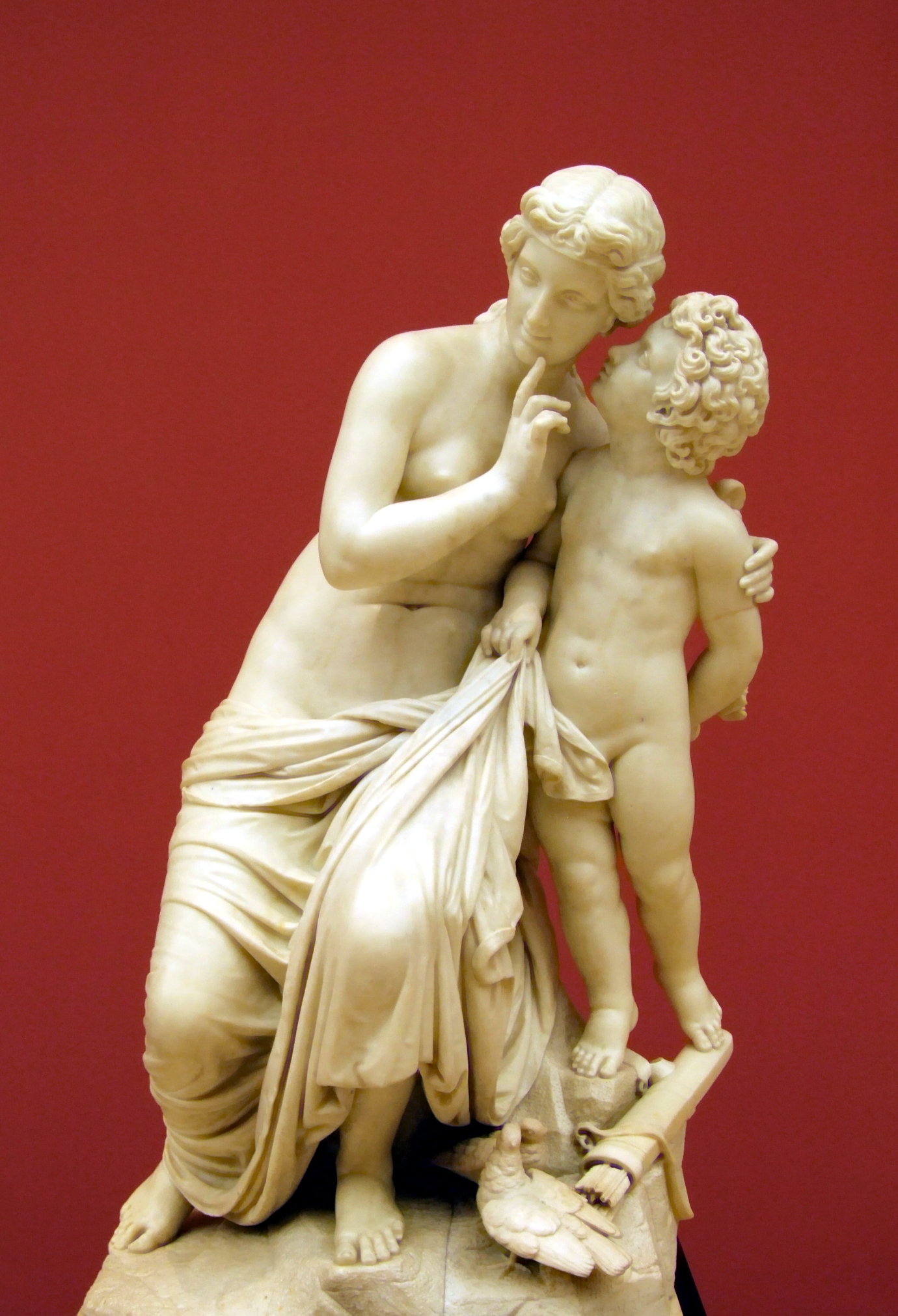
Wiktor Brodzki, Pierwsze podszepty miłości

Wiktor Łodzia Brodzki, (ur. 1826 w Ochotówce na Wołyniu, zm. 9 października 1904 w Rzymie) – polski rzeźbiarz,  członek honorowy Towarzystwa Muzeum Narodowego Polskiego w Rapperswilu od 1890 roku.
Studiował na Cesarskiej Akademii Sztuk Pięknych w Petersburgu, wykonywał liczne dzieła na zamówienie dworu i rodziny carskiej, w roku 1855 osiadł w Rzymie, gdzie dzięki swoim pracom zdobył rozgłos. W roku 1862 został członkiem akademii sztuki w Petersburgu, od 1868 profesor honorowy tamtejszej uczelni. Tworzył rzeźby o tematyce antycznej, mitologicznej, alegorycznej, religijnej (posąg Jezusa błogosławiącego - kościół Wszystkich Świętych, Warszawa), portrety (popiersia: Mikołaja Kopernika, Tadeusza Kościuszki, Adama Mickiewicza, Stanisława Kierbedzia, medalion do pomnika Jana Kochanowskiego w Poznaniu) oraz pomniki nagrobne (Nagrobek Laury Przeździeckiej w Kamieńcu Podolskim, pomnik baronowej Enediny Giordano Sanny będący kopią nagrobka Laury Przeździeckiej na cmentarzu Campo Verano). 
W 1884 roku został członkiem honorowym Poznańskiego Towarzystwa Przyjaciół Nauk.
Został pochowany na rzymskim cmentarzu Campo Verano.